# Strunkovice nad Volyňkou
Strunkovice nad Volyňkou – miejscowość i gmina (obec) w Czechach, w kraju południowoczeskim, w powiecie Strakonice. W 2022 roku liczyła 139 mieszkańców.